# Shimshon Daniel Izakson
Shimshon Daniel Izakson (n. 15 septembrie 1987, Moghilău, RSS Bielorusă, URSS) este un rabin israelian originar din Moghilău, URSS (în prezent Belarus), care îndeplinește în prezent funcția de șef-rabin al comunității evreiești din Republica Moldova.  Anterior a fost rabin la Sinagoga corală din Vilnius. Acesta face în prezent demersuri pentru a restaura Sinagoga Rabbi Țirilson din Chișinău.